# 达拉特旗站
达拉特旗站是位于内蒙古自治区鄂尔多斯市达拉特旗树林召镇的一个铁路车站，邮政编码014300。车站建于1987年，有包神铁路经过该站，随着2013年包西铁路东胜西站的建成投用，原经由包神铁路的两对客运列车全部转移到包西铁路，达拉特旗车站的客运业务随之停止办理，现仅办理货运业务。车站距离包头东站39公里，隶属包神铁路公司，是四等站。